# 波斯托伊納
45°46′30″N 14°12′48″E / 45.7749704°N 14.2133245°E

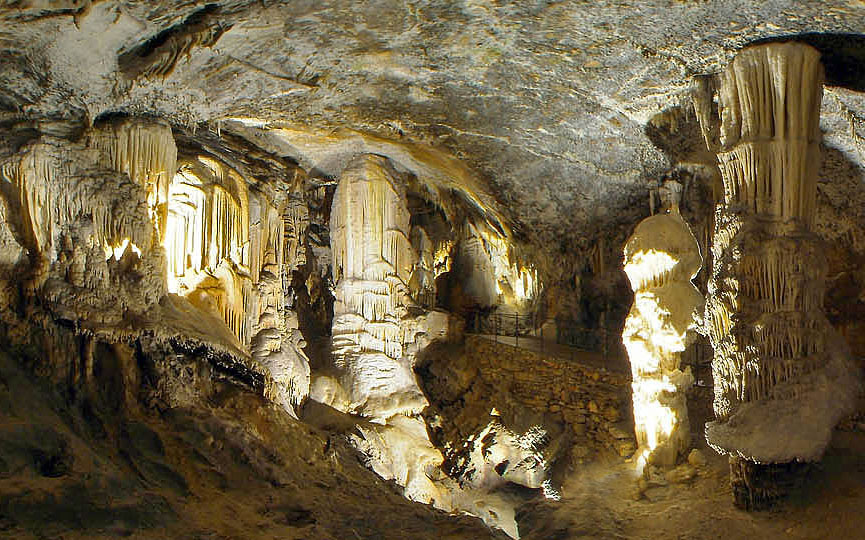
溶洞

波斯托伊納，是斯洛文尼亞西南部波斯托伊納市鎮的城鎮及行政中心。距離第里雅斯特35公里，城镇面積为33.3平方公里，2020年人口数量为9,605人。該地區自舊石器時代有人類居住，每年平均降雨量1,831毫米。

## 旅游景点
- 波斯托伊纳溶洞：该溶洞是世界最长、最大溶洞之一。它位于斯洛文尼亚西南部喀斯特高原上，是当地一种十分机灵、没有眼睛的火蜥蜴，俗称“人鱼”的藏身之地。洞长24千米，深入地下达200米。洞内套洞，有隧道相连，形成曲折幽深的山洞长廊。洞内到处是数不尽的石钟乳和石笋，千姿百态，并有可容千人的大厅。洞内建有小铁路和电动游览车，一个半小时的旅程包括两次乘坐地下铁和一段1.7公里没有台阶的斜坡。波斯托伊纳溶洞东北距卢布尔雅那62公里。溶洞由地下暗流在石灰岩地层中历经三百万年溶蚀而成，深入地下达200米，现已辟为自然保护区[2]。

## 外部連結
- Postojna Municipality site （页面存档备份，存于）
- Postojna Municipality on Geopedia （页面存档备份，存于）
- Encyclopaedia Britannica, Postojna （页面存档备份，存于）
- Zmaj 'ma mlade （页面存档备份，存于）, Summer Cultural Festival
- Mladinski center Postojna （页面存档备份，存于）, Postojna Youth Center （斯洛文尼亚文）